# Mimacraea charmian
Mimacraea charmian är en fjärilsart som beskrevs av Smith och Kirby 1890. Mimacraea charmian ingår i släktet Mimacraea och familjen juvelvingar. Inga underarter finns listade i Catalogue of Life.